# Папетон из баклажанов

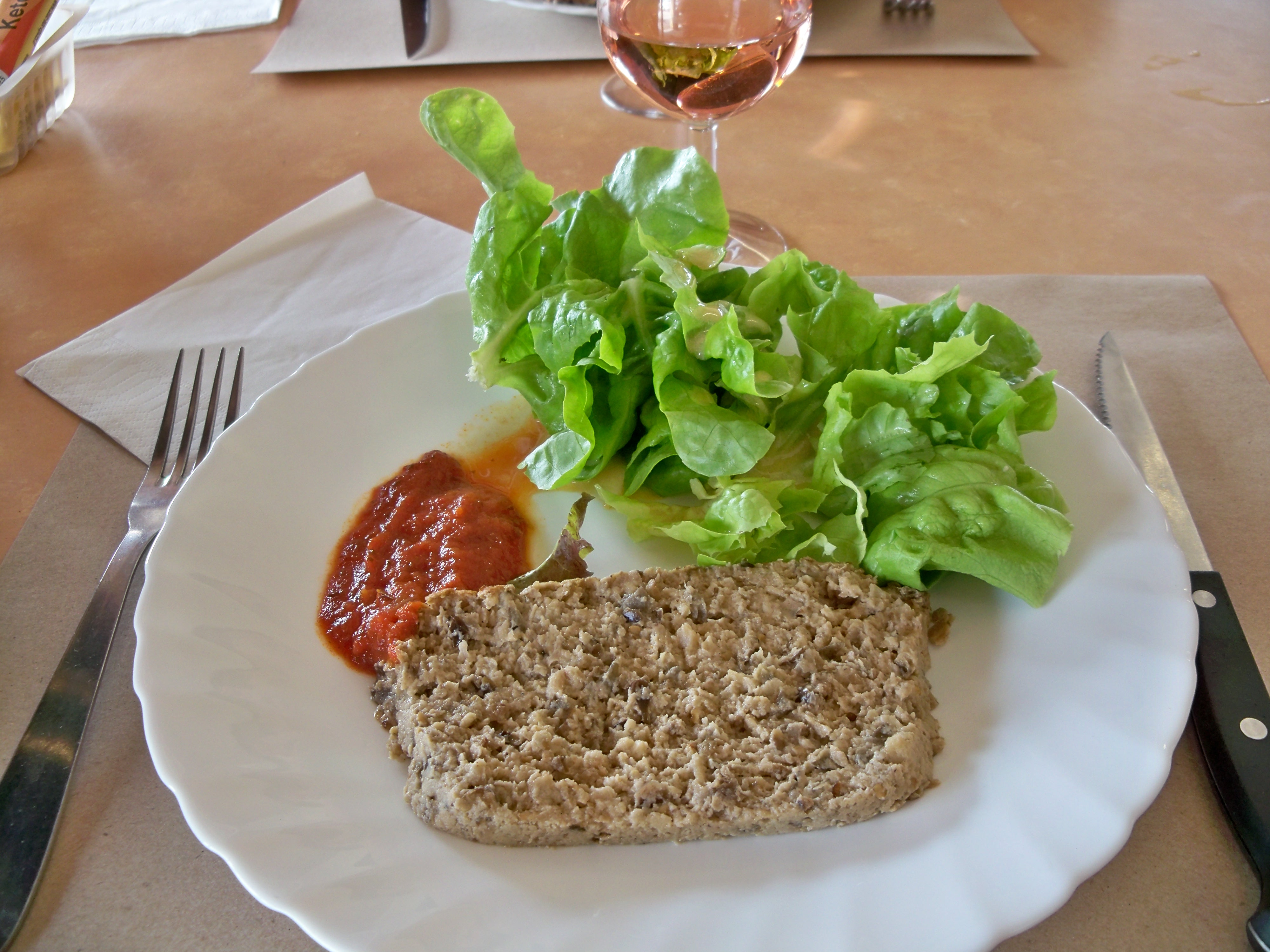
Нарезанный папетон

Папето́н из баклажанов (фр. papeton d'aubergine) — блюдо из баклажанов родом из французского города Авиньон. Было названо так из-за того, что его готовили в форме папской тиары. При этом первоначально папетоном называли очищенный от шелухи и зёрен кукурузный початок.
Уже в 1970 году ресторанные критики Анри Го и Кристиан Мийо писали про авиньонский папетон: «Баклажановый папетон (также известный как папский баклажан) — один из типичных рецептов города, любящего эти темные и изысканные овощи».
Папетон готовят из баклажанового пюре (баклажаны предварительно отвариваются или тушатся), смешанного со взбитыми яйцами. Полученная масса запекается в духовке, а затем подаётся холодной со свежим томатным соусом. К блюду рекомендуется красное вино Прованса (AOC Palette Rouge).